# Mohand Cherif Sahli
Pour les articles homonymes, voir Mohand et Sahli.
Mohand Cherif Sahli (kabyle : Muḥand Cṛif Sahli , tifinagh : ⵎⵃⴰⵏⴷ ⵛⵔⵉⴼ ⵙⴰⵃⵍⵉ), né le 6 octobre 1906 au village Tasga, Souk Oufella (Algérie) et mort le 4 juillet 1989 à Alger, d'origine de la tribu kabyle des Aït Waghlis, il est écrivain, historien, militant de la cause algérienne et ancien ambassadeur d'Algérie en Chine, en Tchécoslovaquie, en Corée du Nord et au Vietnam.

## Biographie
Il nait à Tasga, commune de Souk Oufella dans la tribu des Aït Waghlis. Il effectue sa scolarité primaire à Sidi Aïch et secondaire au Lycée Bugeaud d’Alger. Il termine le cycle universitaire à l'Université de la Sorbonne, où il obtient une licence de philosophie et une agrégation. Il enseigne à Paris entre 1930 et 1939. Révoqué en 1939 pour ses écrits nationalistes et par défaut de naturalisation, il s’engage dans la lutte pour la cause algérienne. Il devient journaliste, critique et créateur des journaux: El Oumma, El Ifriqia, El Hayat et Résistance algérienne. En 1939, il rencontre Mostefa Lacheraf. En 1950, il renoue avec l’enseignement en France.
Il écrit, en 1947, Le message de Youghourta et L’Emir Abdelkader Chevalier de la foi. En 1955, il est membre de la commission presse de la fédération FLN de France. De 1957 à 1962, il est représentant permanent du FLN, puis ambassadeur du GPRA dans les pays scandinaves. Au lendemain de l’indépendance, il est directeur des Archives, puis ambassadeur en Chine, Corée du Nord, Vietnam, puis en Tchécoslovaquie.
Il ne s’est jamais marié et a été recueilli, depuis sa retraite en 1978, par le fils d'un de ses cousins, chez qui, il est mort, le 4 juillet 1989 à Alger.
Il est enterré au carré des Martyrs d’El Alia.